# 1971-es Formula–1 holland nagydíj
Az 1971-es Formula–1 világbajnokság negyedik futama a holland nagydíj volt.

## Futam
A következő belga nagydíjat törölték a versenynaptárból, mivel a szervezők nem tették elég biztonságossá a pályát. Így egy hónapos szünet következett a holland nagydíjig. Ezalatt rendeztek egy, nem világbajnoki versenyt Hockenheimban, amelyen Ickx győzött. Zandvoortban Fittipaldi nem tudott részt venni a versenyen, mivel közúti balesetet szenvedett Franciaországban. Helyettesítésére a Lotus Dave Charltont kérte fel. A csapat először jelent meg bajnoki futamon a gázturbinás 56-os modellel. Az újonc Dave Walker pénteken összetörte az egyik hagyományos autót, így Charlton nem indulhatott a versenyen, Walker pedig a gázturbinás autót kapta meg. Ickx szerezte meg a pole-t Rodríguez és Stewart előtt.
A verseny napján nedves volt a pálya. Andretti üzemanyagpumpájával probléma akadt, ezért csak a mezőny után tudott elindulni, néhány kör után kiesett. A rajtnál Ickx állt az élre Rodríguez, Stewart és Amon előtt. Siffert megpördülésével visszaesett a mezőnyben. A második körben így járt Amon, majd a harmadik Stewart, aki nyolcadiknak esett vissza. A harmadik helyen így Regazzoni haladt Surtees előtt. Wisell hátsó kerekével probléma akadt, ezért ellentétes irányban haladva visszafordult a bokszutcába, emiatt kizárták a versenyből. Ickx és Rodríguez elhúzott a többiektől, többször előzték egymást a vezető helyért. A verseny végén Ickxnek sikerült lehagynia a mexikóit, 8 másodperc előnnyel győzött. Regazzoni harmadik, Peterson negyedik, Surtees ötödik, Siffert hatodik lett.
| Helyezés | #  | Versenyző            | Csapat/Motor          | Futott körök | Idő/Kiesés oka  | Rajthely | Pontszám |
| -------- | -- | -------------------- | --------------------- | ------------ | --------------- | -------- | -------- |
| 1        | 2  | Jacky Ickx           | Ferrari               | 70           | 1h56:20,09      | 1        | 9        |
| 2        | 8  | Pedro Rodríguez      | BRM                   | 70           | + 7,99          | 2        | 6        |
| 3        | 3  | Clay Regazzoni       | Ferrari               | 69           | + 1 kör         | 4        | 4        |
| 4        | 16 | Ronnie Peterson      | March-Ford            | 68           | + 2 kör         | 13       | 3        |
| 5        | 23 | John Surtees         | Surtees-Ford          | 68           | + 2 kör         | 7        | 2        |
| 6        | 9  | Jo Siffert           | BRM                   | 68           | + 2 kör         | 8        | 1        |
| 7        | 10 | Howden Ganley        | BRM                   | 66           | + 4 kör         | 9        |          |
| 8        | 30 | Gijs Van Lennep      | Surtees-Ford          | 65           | + 5 kör         | 21       |          |
| 9        | 21 | Jean-Pierre Beltoise | Matra                 | 65           | + 5 kör         | 11       |          |
| 10       | 24 | Graham Hill          | Brabham-Ford          | 65           | + 5 kör         | 16       |          |
| 11       | 5  | Jackie Stewart       | Tyrrell-Ford          | 65           | + 5 kör         | 3        |          |
| 12       | 26 | Denny Hulme          | McLaren-Ford          | 63           | + 7 kör         | 14       |          |
| HN       | 31 | Henri Pescarolo      | March-Ford            | 62           | Helyezés nélkül | 15       |          |
| HN       | 22 | Skip Barber          | March-Ford            | 60           | Helyezés nélkül | 24       |          |
| HN       | 28 | Peter Gethin         | McLaren-Ford          | 60           | Helyezés nélkül | 23       |          |
| Kiesett  | 19 | Alex Soler-Roig      | March-Ford            | 57           | Motorhiba       | 17       |          |
| Kiesett  | 25 | Tim Schenken         | Brabham-Ford          | 39           | Felfüggesztés   | 19       |          |
| Kiesett  | 6  | François Cevert      | Tyrrell-Ford          | 29           | Baleset         | 12       |          |
| Kizárva  | 29 | Rolf Stommelen       | Surtees-Ford          | 19           | Kizárva         | 18       |          |
| Kizárva  | 14 | Reine Wisell         | Lotus-Ford            | 17           | Kizárva         | 4        |          |
| Kiesett  | 4  | Mario Andretti       | Ferrari               | 5            | Benzinpumpa     | 16       |          |
| Kiesett  | 15 | Dave Walker          | Lotus-Pratt & Whitney | 5            | Baleset         | 22       |          |
| Kiesett  | 20 | Chris Amon           | Matra                 | 2            | Kipördülés      | 5        |          |

## Statisztikák
Vezető helyen:
- Jacky Ickx: 48 (1-8 / 30 / 32-70)
- Pedro Rodriguez: 22 (9-29 / 31)

Jacky Ickx 7. győzelme, 10. pole-pozíciója, 10. leggyorsabb köre. 3. mesterhármasa (pp, lk, gy)
- Ferrari 48. győzelme.